# Arthur Krause (Lehrer)
Arthur Julius Krause (* 29. Januar 1882 in Leipzig; † 30. Oktober 1972 ebenda) war ein deutscher Gymnasiallehrer. Er unterrichtete Mathematik und Physik in Leipzig.

## Leben
Krause besuchte eine Leipziger Bürgerschule und kam Michaelis 1892 in die Sexta des Städtischen Realgymnasiums. Ostern 1901 bestand er die Reifeprüfung. Er studierte an der Universität Leipzig Mathematik, Physik und Astronomie. Zum Rektorwechsel am 31. Oktober 1904 wurde ihm auf Grund einer Abhandlung aus dem Gebiet der geometrischen Optik der 1. Preis der philosophischen Fakultät zuerkannt. Am 29. Mai 1905 bestand er die Staatsprüfung für das höhere Lehramt. Mit einer Doktorarbeit zur Kollektivmaßlehre wurde er am 24. Juli 1905 zum Dr. phil. promoviert. Einer der beiden Gutachter war Heinrich Bruns. Für das Probejahr wurde er durch Ministerialverordnung vom 15. Juni 1905 der städtischen Nikolaischule zu Leipzig zugewiesen. Daneben war er von Neujahr 1905 bis zum 28. Februar 1907 als Assistent an der Kgl. Universitätssternwarte Leipzig tätig. Dort befasste er sich mit einem nach Theodor Brorsen benannten Kometen. Am 16. April 1906 wurde er als nichtständiger Lehrer am Nikolaigymnasium angestellt. 1936 war er Studienrat am Nikolaigymnasium. Nach dem Leipziger Adressbuch von 1936 wohnte er als „Dr. phil., Prof., Studienrat“ in der Reitzenhainer Str. 189. 1943 war die Anschrift Wachauer Str. 7 II. Die Jahre 1944–1947 sind nicht nachgewiesen. 1948 und 1949 war er als „Schriftsteller“ wieder in der Wachauer Str. 7 wohnhaft. Zu der Zeit war er im Pensionärsalter.
Für den Räthgloben 1917 Verlag entwarf er Globen. 1952 gab er für die Volkshochschule Leipzig Anfängerkurse in astronomischen Beobachtungen.

## Werke
Signaturen in den Sammlungen vom Schulmuseum – Werkstatt für Schulgeschichte Leipzig

- Die Sonne. Leipzig 1911.
- Statistische Geographie – Tabellen aus allen Gebieten der physikalischen und politischen Erdkunde, über Verkehrswesen, Handel und Gewerbe, Heer und Marine. Leipzig 1914. [B15-1117-11785]
- Finsternisse. Leipzig 1918.
- Neuer Handels- und Verkehrsglobus, 1:38 600 000. Verlag Paul Räth, Leipzig 1920.
- Die Sternwelt. Anleitung zu Himmelsbeobachtungen mit bloßem Auge, mit Fernglas und Fernrohr. Leipzig 1923.
- Die Astrologie – Entwicklung, Aufbau und Kritik. Leipzig 1927.
- Erde und Globus. Leipzig 1935.
- Himmelskunde für Jedermann. Leipzig 1941–1958.
- Erläuterung zu Räths Himmelsglobus. Leipzig 1952, 1958. [B32-545-27764]
- Die Sonnenfinsternis vom 30. Juni 1954. In: Urania Universum. Band 1, 1955, S. 273–282.
- Ein Blick umfasst die ganze Welt. In: Urania Universum. Band 3, 1957, S. 102–105.
  - Astronomía para todos. Barcelona 1960.
- Der physikalische Erdglobus, 8. Auflage. Verlag Paul Räth, Leipzig 1961. [B32-574-41149]